# Wayne Fontana and the Mindbenders
The Mindbenders (auch: Wayne Fontana and the Mindbenders) war eine britische Beatband der 1960er-Jahre.

## Geschichte
Glyn Geoffrey Ellis spielte mit seiner damaligen Band The Jets 1963 in Manchester bei Fontana Records vor. Zwei Mitglieder seiner Gruppe erschienen aber nicht zum Termin, weshalb er zwei Musiker aus anderen Gruppen, die ebenfalls vorspielen wollten, um Aushilfe bat – Eric Stewart und Ric Rothwell. Trotzdem bestand die Gruppe den Test und bekam einen Plattenvertrag, nachdem sich Ellis in Wayne Fontana umbenannt hatte, vermutlich nach dem Label.
Ihre erste Veröffentlichung war der Fats-Domino-Titel Hello Josephine. Ihr erster britischer Charthit war Anfang 1965 eine Neuaufnahme von Um Um Um Um Um (im Original von Major Lance). Danach wurde Game Of Love zu einem der am schnellsten aufgestiegenen Nummer-eins-Hits des Jahres in den USA.
Mit ihrer ersten LP Game Of Love stellten sie sogleich unter Beweis, dass sie eine fähige Gesangsgruppe waren.
Im Oktober 1965 verließ Wayne Fontana die Band, um eine Solokarriere zu starten. Come On Home und Pamela Pamela waren seine größten Erfolge.
Bei den Mindbenders übernahm Eric Stewart den Gesang, ihre letzte Hitnotierung stammt aus dem September 1967. Nach und nach löste sich die Gruppe auf. Die letzte Besetzung bestand aus Eric Stewart, James O’Neil, Paul Hancox und Graham Gouldman.
Stewart und Gouldman machten nach der endgültigen Auflösung der Gruppe als Hotlegs weiter und erzielten mit der Single Neanderthal Man einen weiteren kommerziellen Erfolg. Danach gründeten sie die erfolgreiche Band 10cc.
Wayne Fontana sang probeweise bei Manfred Mann vor – Mike D’Abo wurde ihm dort aber vorgezogen.
In dem Spielfilm Junge Dornen (To Sir, with Love, 1967) mit Sidney Poitier hatte die Band einen Auftritt und steuerte die Titel Off and Running und It’s Getting Harder All the Time zum Soundtrack bei.

## Mitglieder (Originalbesetzung)
- Wayne Fontana (* 28. Oktober 1945 als Glyn Geoffrey Ellis in Manchester; † 6. August 2020 in Stockport),[3] Gesang
- Robert F. Lang (* 10. Januar 1946 in Manchester), Bass
- Ric Rothwell (* 11. März 1944 in Stockport, Cheshire), Schlagzeug
- Eric Stewart (* 20. Januar 1945 in Manchester), Gitarre, Gesang

## Diskografie

### Wayne Fontana and the Mindbenders

#### Alben
| Jahr | Titel                             | Höchstplatzierung, Gesamtwochen, AuszeichnungChartplatzierungen (Jahr, Titel, Platzierungen, Wochen, Auszeichnungen, Anmerkungen) | Höchstplatzierung, Gesamtwochen, AuszeichnungChartplatzierungen (Jahr, Titel, Platzierungen, Wochen, Auszeichnungen, Anmerkungen) | Höchstplatzierung, Gesamtwochen, AuszeichnungChartplatzierungen (Jahr, Titel, Platzierungen, Wochen, Auszeichnungen, Anmerkungen) | Anmerkungen |
| Jahr | Titel                             | DE | UK | US | Anmerkungen |
| ---- | --------------------------------- | --- | --- | --- | ----------- |
| 1965 | Wayne Fontana and the Mindbenders | — | UK18 (1 Wo.)UK | — |             |

Weitere Alben
- 1964: The Game of Love
- 1965: Eric, Rick, Wayne and Bob

#### Singles
| Jahr | Titel Album                     | Höchstplatzierung, Gesamtwochen, AuszeichnungChartplatzierungen (Jahr, Titel, Album, Platzierungen, Wochen, Auszeichnungen, Anmerkungen) | Höchstplatzierung, Gesamtwochen, AuszeichnungChartplatzierungen (Jahr, Titel, Album, Platzierungen, Wochen, Auszeichnungen, Anmerkungen) | Höchstplatzierung, Gesamtwochen, AuszeichnungChartplatzierungen (Jahr, Titel, Album, Platzierungen, Wochen, Auszeichnungen, Anmerkungen) | Anmerkungen |
| Jahr | Titel Album                     | DE | UK | US | Anmerkungen |
| ---- | ------------------------------- | --- | --- | --- | ----------- |
| 1963 | Hello Josephine                 | — | UK46 (2 Wo.)UK | — |             |
| 1964 | Stop Look and Listen            | — | UK37 (4 Wo.)UK | — |             |
| 1964 | Um Um Um Um Um Um               | — | UK5 (15 Wo.)UK | — |             |
| 1965 | The Game of Love                | DE19 (8 Wo.)DE | UK2 (11 Wo.)UK | US1 (11 Wo.)US |             |
| 1965 | It’s Just A Little Bit Too Late | — | UK20 (7 Wo.)UK | US45 (8 Wo.)US |             |
| 1965 | She Needs Love                  | — | UK32 (6 Wo.)UK | — |             |

Weitere Singles
- 1963: For You, For You
- 1964: Little Darlin’
- 1964: Duke of Earl

### The Mindbenders

#### Alben
- 1966: A Groovy Kind of Love
- 1977: With Woman in Mind

#### Singles
| Jahr | Titel Album           | Höchstplatzierung, Gesamtwochen, AuszeichnungChartplatzierungen (Jahr, Titel, Album, Platzierungen, Wochen, Auszeichnungen, Anmerkungen) | Höchstplatzierung, Gesamtwochen, AuszeichnungChartplatzierungen (Jahr, Titel, Album, Platzierungen, Wochen, Auszeichnungen, Anmerkungen) | Höchstplatzierung, Gesamtwochen, AuszeichnungChartplatzierungen (Jahr, Titel, Album, Platzierungen, Wochen, Auszeichnungen, Anmerkungen) | Anmerkungen |
| Jahr | Titel Album           | DE | UK | US | Anmerkungen |
| ---- | --------------------- | --- | --- | --- | ----------- |
| 1966 | A Groovy Kind of Love | — | UK2 (14 Wo.)UK | US2 (13 Wo.)US |             |
| 1966 | Ashes to Ashes        | — | UK14 (9 Wo.)UK | US55 (6 Wo.)US |             |
| 1967 | The Letter            | — | UK42 (4 Wo.)UK | — |             |

Weitere Singles
- 1966: Can’t Live with You Can’t Live Without You
- 1966: I Want Her She Want’s Me
- 1967: We’ll Talk About It Tomorrow
- 1967: Schoolgirl
- 1968: Blessed Are Lonely
- 1968: Uncle Joe, The Ice Cream Man

### Wayne Fontana solo

#### Alben
- 1966: Wayne One

#### Singles
| Jahr | Titel Album            | Höchstplatzierung, Gesamtwochen, AuszeichnungChartplatzierungen (Jahr, Titel, Album, Platzierungen, Wochen, Auszeichnungen, Anmerkungen) | Höchstplatzierung, Gesamtwochen, AuszeichnungChartplatzierungen (Jahr, Titel, Album, Platzierungen, Wochen, Auszeichnungen, Anmerkungen) | Höchstplatzierung, Gesamtwochen, AuszeichnungChartplatzierungen (Jahr, Titel, Album, Platzierungen, Wochen, Auszeichnungen, Anmerkungen) | Anmerkungen |
| Jahr | Titel Album            | DE | UK | US | Anmerkungen |
| ---- | ---------------------- | --- | --- | --- | ----------- |
| 1966 | Come On Home Wayne One | — | UK16 (12 Wo.)UK | — |             |
| 1966 | Goodbye Bluebird       | — | UK49 (1 Wo.)UK | — |             |
| 1966 | Pamela Pamela          | — | UK11 (12 Wo.)UK | — |             |

Weitere Singles
- 1965: It Was Easyier to Hurt Her
- 1967: Twenty-four Sycamore
- 1967: The Impossible Years
- 1967: Gina
- 1968: Storybook Children
- 1968: Words of Bartholomew
- 1968: Never an Everyday Thing